# Adieu ma concubine (pièce)
Pour les articles homonymes, voir Adieu ma concubine.

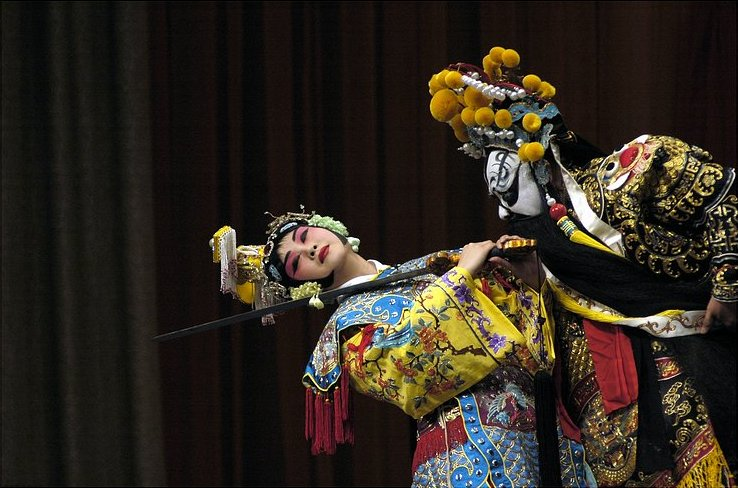
Représentation de la pièce Adieu ma concubine.

Adieu ma concubine (chinois : 霸王别姬 ; pinyin : Bà Wáng Bié Jī) est une pièce de l'opéra de Pékin. Une traduction plus littérale du titre en Chinois est Le Roi hégémon ordonne à sa concubine des adieux.
La pièce raconte l'histoire de Xiang Yu, le roi hégémon de l'état de Chu qui bataille pour l'unification de la Chine contre Liu Bang, le futur fondateur de la dynastie Han. Dans la pièce, Xiang Yu est encerclé par les forces de Liu Bang et est sur le point d'être battu. Il appelle donc son propre cheval et le supplie de s'enfuir pour sa propre sécurité. Le cheval refuse. Il fait venir alors sa favorite, la concubine Yu. Consciente de la situation désastreuse, elle demande à mourir aux côtés de son maître, mais il refuse vigoureusement. Par la suite, alors qu'il ne prête pas attention, Yu se suicide avec l'épée de Xiang Yu.
Le roman Adieu ma concubine de Lilian Lee et son adaptation au cinéma utilisent la pièce comme partie de l'histoire.